# 直冷甲
直冷甲是金马仑高原的一个以种植蔬菜与花朵为主的新村。又被当地人称为‘大公司’，因为新村早期拥有几英国大型茶叶商设办公楼打理生意。近年它逐渐成为旅游名胜地，拥有玫瑰山谷及菜市场。